# Ashot I de Iberia

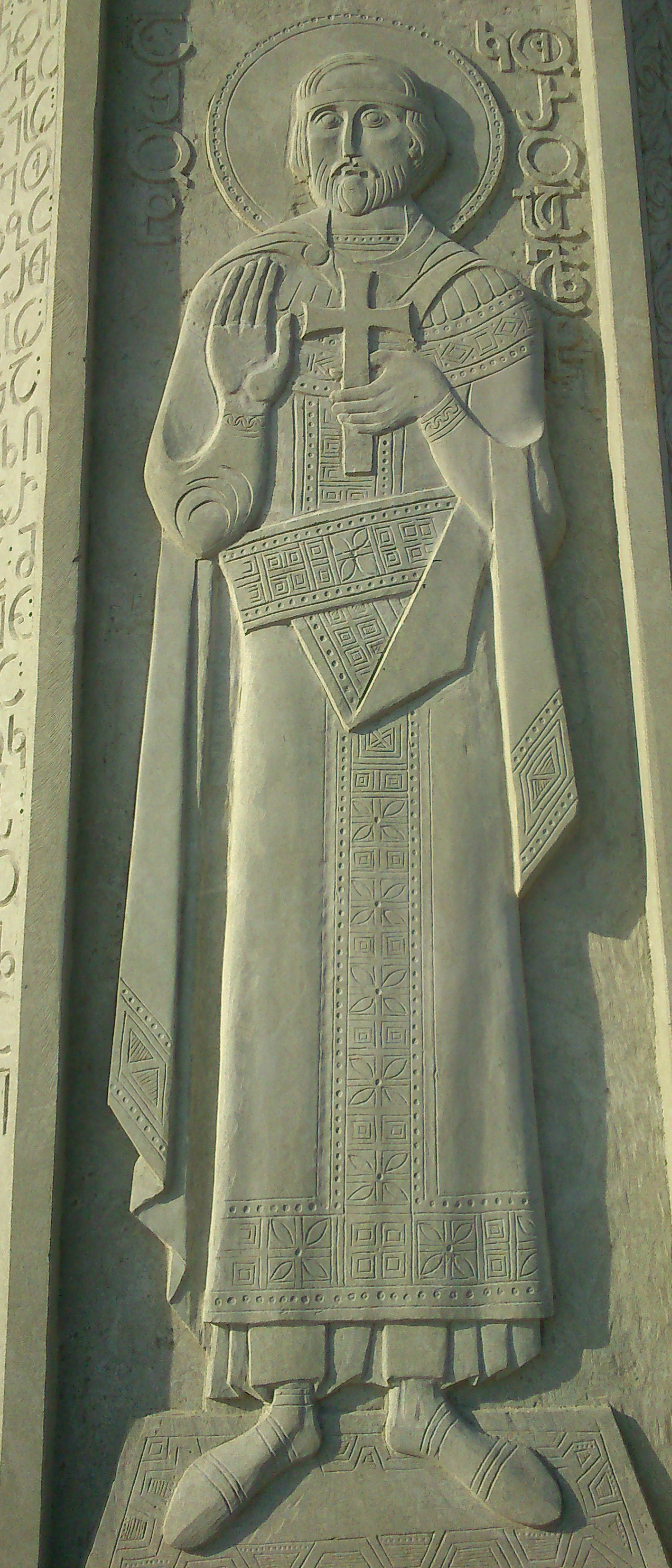
Relieve de Ashot I

Ashot I el Grande (en georgiano: აშოტ I დიდი) (?-826/830) fue un príncipe de Iberia (en la actual Georgia), fundador de la dinastía Bagrationi.
Desde su base de poder en Tao-Klarjeti, luchó para ampliar los territorios controlados por su dinastía y buscó el protectorado bizantino para contrapesar el empuje árabe hasta su asesinato c. 830. Ashot es también llamado Ashot I Curopalates, debido al título bizantino que solía usar. Fue un protector de la cultura cristiana y un amigo de la iglesia y ha sido canonizado por la Iglesia ortodoxa georgiana.

## Biografía
Ashot fue el hijo del noble ibérico Adarnase, que había establecido un estado en el territorio de Tao-Klardsheti (en la frontera entre las tribus georgianas y Anatolia). Ashot heredó los dominios de la familia, extendidos tras la muerte de sus parientes guaramidas y cosroidas. Intentó fallidamente obtener una base en el centro de Iberia (Shida Kartli) pero topó con la oposición de las fuerzas árabes que se habían adueñado de Tiflis. 
Ashot se dedicó entonces a ampliar sus fuerzas en Klarjeti, donde restauró el castillo de Artanuji, construido por el rey ibérico Vakhtang I Gorgasali en el siglo V. Recibió la protección bizantina, siendo reconocido como el príncipe y curopalates de Iberia. Para repoblar el país, devastado por los árabes y las epidemias de cólera, respaldó las comunidades monásticas que Grigol Khandzteli había fundado e incentivó la migración de georgianos a la región. Como resultado, el centro político y religioso de Iberia se trasladó del centro del Cáucaso a Tao-Klarjeti, en el suroeste.
Desde su base en Tao-Klarjeti, Ashot luchó para recuperar más tierras georgianas en manos árabes. Aunque no siempre tuvo éxito, logró tomar las tierras contiguas desde Tao en el suroeste a Shida Kartli en el nordeste, incluyendo Kola, Artani, Javakheti, Samtskhe, y Trialeti. De las antiguas posesiones cosroidas, sólo Kajetia al este escapó a su control. A medida que los emires locales árabes en el Cáucaso se fueron tornando más independientes, el Califa reconoció a Ashot como príncipe de Iberia sobre 818 para contrarrestar la influencia del emir rebelde de Tiflis Isma'il ibn Shu'aib. El emir tenía el apoyo del gran rival de Ashod, el príncipe Grigol de Kajetia, así como de las tribus georgianas de los mtiulianos y tsanaros. Ashot, junto al también vasallo bizantino Teodosio II de Abjasia, se enfrentó al emir junto al río Ksani, obteniendo una victoria y expulsando a su rival del centro de la Iberia caucásica.
La suerte de los Bagrationi cambió cuando Jalid bin Yazid,  virrey califal de Armenia, fue enviado con el objetivo de reforzar la autoridad árabe en el Cáucaso en 827/8. Ashot I, probablemente seguía vivo (pese a que el cronista georgiano del siglo XI Sumbat mencione que fue asesinado en 826). Probablemente fue asesinado por renegados en el altar de una iglesia del valle de Nigali el 29 de enero de 830.
A su muerte, sus dominios fueron repartidos entre sus tres hijos: Bagrat, Adarnase, y Guaram. Tuvo también una hija, casada con su aliado Teodosio II de Abjasia.